# Berghausen (Aßlar)
Berghausen ist ein Stadtteil der Stadt Aßlar im mittelhessischen Lahn-Dill-Kreis.

## Geografie
Das Dorf liegt oberhalb der Dill auf einem Ausläufer des Westerwaldes, gut 6,5 km nordwestlich von Wetzlar. Im Südwesten liegt der 303 Meter hohe Hackenberg. Im Norden grenzt Berghausen an Werdorf, das im Tal der Dill liegt. Berghausen liegt zwischen Wetzlar (Südwesten) und Herborn (Nordosten). 

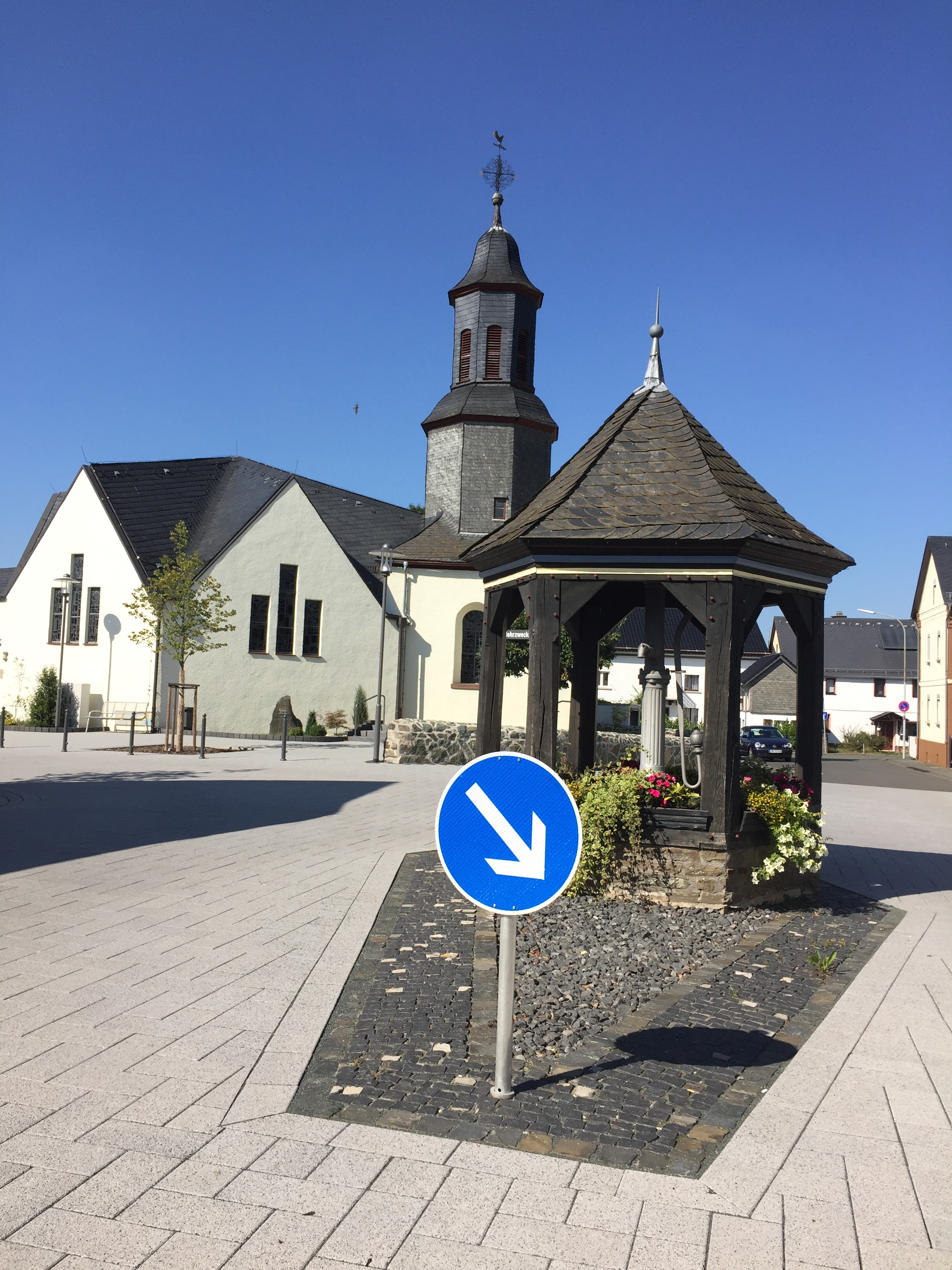
Neuer Dorfplatz (2015)

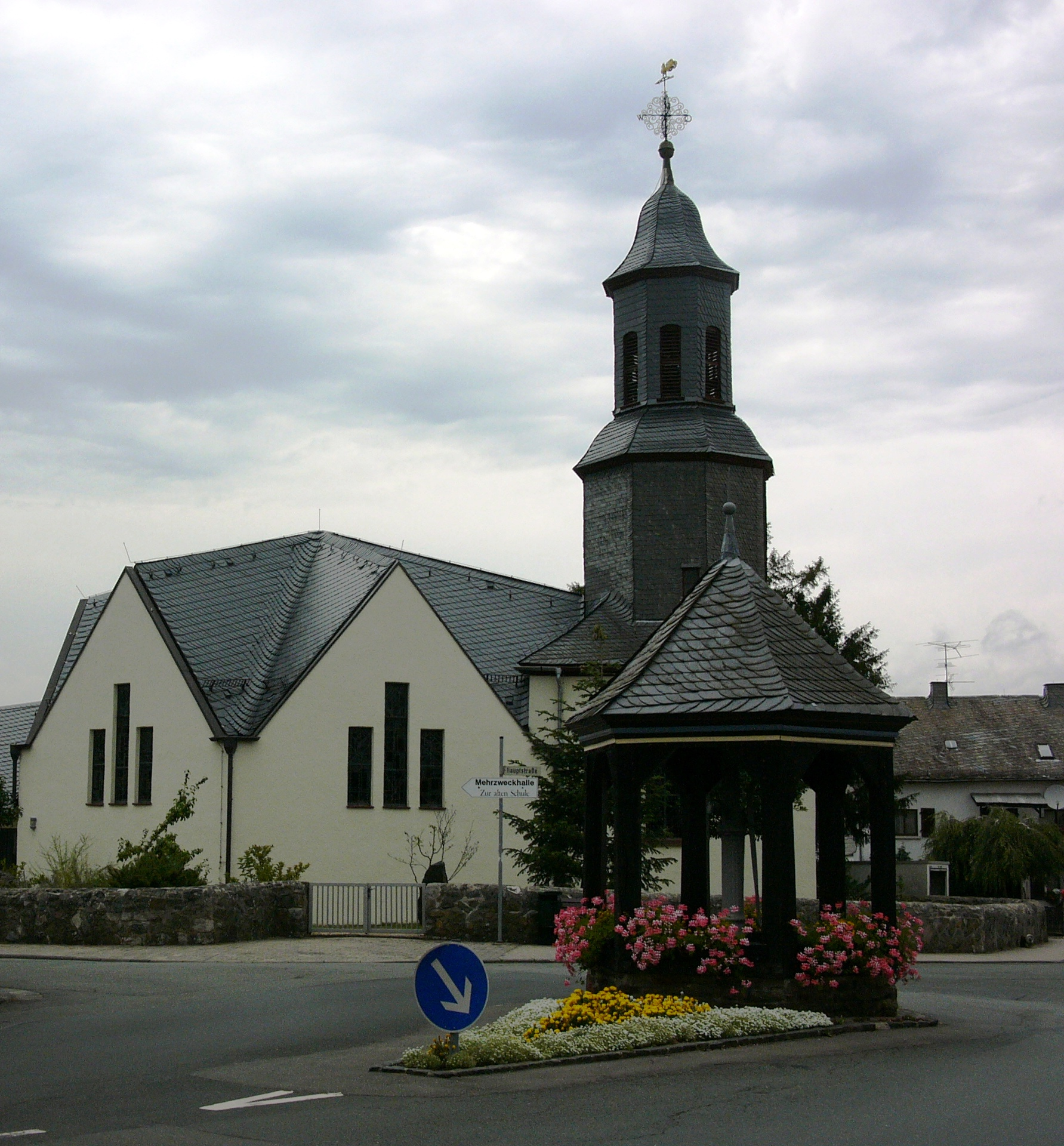
Evangelische Kirche und Dorfbrunnen (vor 2015)

## Geschichte

### Ortsgeschichte
Berghausen liegt südlich der Dill gegenüber von Werdorf auf einer Anhöhe. Die Ursprünge Berghausens gehen zurück ins 13. Jahrhundert einer besiegelten Urkunde von 1226 wird Berghausen – damals Berchusen – erstmals erwähnt. Es gilt jedoch als sicher, dass der Ort schon bedeutend älter ist und zur Zeit Karls des Großen schon bestand. Dort waren nicht nur das Kloster Lorsch, sondern auch die Klöster Altenburg und Fulda begütert. Kirchlich gehörte er zur Pfarrei Dillheim, bis wahrscheinlich 1686 das selbstständige Kirchspiel Werdorf-Berghausen entstand.
Bereits im 18. Jahrhundert besaß Berghausen eine eigene Schule, die auch heute noch existiert. Sie wurde in Lehmbautechnik erbaut, im 18. Jahrhundert verkauft und befindet sich bis heute im Privatbesitz. Der Neubau im Jahr 1861 von Kreisbaumeister Wagenführ wurde 1977 abgerissen, während die Schule von 1952 noch existiert (Schulstraße 7). Der Ort entwickelte sich im Wesentlichen entlang der Hauptstraße, an der auch die Kirche liegt. Der von ihr abzweigende Backhausweg ist u. a. nach dem neuen Backhaus von 1935 (Leuner Straße 2) benannt, das einen Vorgängerbau bei der Kirche ersetzte. Als Zeugnisse der dörflichen Wasserversorgung hat sich außer dem hölzernen Brunnenhaus in der Hauptstraße eine ungewöhnlich große Zahl an gusseisernen Schwengelpumpen erhalten. Berghausen ist seit 2015 in Besitz eines neuen Dorfplatzes, welcher sich im Wesentlichen durch das Steinpflaster vor der Kirche und die teils entfernten Kirchenmauer, von dem alten Dorfplatz unterscheidet.
Hessische Gebietsreform (1970–1977)
Im Zuge der Gebietsreform in Hessen wurde die bis dahin selbständige Gemeinde Berghausen mit weiteren Orten zum 31. Dezember 1971 auf freiwilliger Basis in die Gemeinde Aßlar eingegliedert. Im November 1978 erhielt Aßlar das Recht die Bezeichnung Stadt zu führen. Für Berghausen wurde wie für alle Ortsteile von Aßlar ein Ortsbezirk eingerichtet.

### Verwaltungsgeschichte im Überblick
Die folgende Liste zeigt die Staaten und Verwaltungseinheiten, denen Berghausen angehört(e):
- vor 1806: Heiliges Römisches Reich, Fürstentum Solms-Braunfels, Anteil der Grafschaft Solms, Amt Greifenstein
- ab 1806: Herzogtum Nassau,[Anm. 2] Amt Greifenstein[Anm. 3]
- ab 1816: Königreich Preußen,[Anm. 4] Provinz Großherzogtum Niederrhein, Regierungsbezirk Koblenz, Kreis Braunfels[8]
- ab 1822: Königreich Preußen, Rheinprovinz, Regierungsbezirk Koblenz, Kreis Wetzlar[Anm. 5]
- ab 1866: Norddeutscher Bund,[Anm. 6] Königreich Preußen, Rheinprovinz, Regierungsbezirk Koblenz, Kreis Wetzlar
- ab 1871: Deutsches Reich, Königreich Preußen, Rheinprovinz, Regierungsbezirk Koblenz, Kreis Wetzlar
- ab 1918: Deutsches Reich (Weimarer Republik), Freistaat Preußen, Rheinprovinz, Regierungsbezirk Koblenz, Kreis Wetzlar
- ab 1932: Deutsches Reich, Freistaat Preußen, Provinz Hessen-Nassau, Regierungsbezirk Wiesbaden, Kreis Wetzlar
- ab 1944: Deutsches Reich, Freistaat Preußen, Provinz Nassau, Kreis Wetzlar
- ab 1945: Amerikanische Besatzungszone,[Anm. 7] Groß-Hessen, Regierungsbezirk Wiesbaden, Kreis Wetzlar
- ab 1949: Bundesrepublik Deutschland, Land Hessen, Regierungsbezirk Wiesbaden, Kreis Wetzlar
- ab 1968: Bundesrepublik Deutschland, Land Hessen, Regierungsbezirk Darmstadt, Kreis Wetzlar
- ab 1972: Bundesrepublik Deutschland, Land Hessen, Regierungsbezirk Darmstadt, Kreis Wetzlar, Gemeinde Aßlar[Anm. 8]
- ab 1977: Bundesrepublik Deutschland, Land Hessen, Regierungsbezirk Darmstadt, Lahn-Dill-Kreis, Stadt Aßlar
- ab 1981: Bundesrepublik Deutschland, Land Hessen, Regierungsbezirk Gießen, Lahn-Dill-Kreis, Stadt Aßlar

## Bevölkerung

### Einwohnerstruktur 2011
Nach den Erhebungen des Zensus 2011 lebten am Stichtag dem 9. Mai 2011 in Berghausen 1056 Einwohner. Darunter waren 39 (3,7 %) Ausländer.
Nach dem Lebensalter waren 165 Einwohner unter 18 Jahren, 465 zwischen 18 und 49, 210 zwischen 50 und 64 und 189 Einwohner waren älter.
Die Einwohner lebten in 432 Haushalten. Davon waren 99 Singlehaushalte, 150 Paare ohne Kinder und 144 Paare mit Kindern, sowie 36 Alleinerziehende und 6 Wohngemeinschaften. In 87 Haushalten lebten ausschließlich Senioren und in 297 Haushaltungen lebten keine Senioren.

### Einwohnerentwicklung
| Berghausen: Einwohnerzahlen von 1834 bis 2020 | Berghausen: Einwohnerzahlen von 1834 bis 2020 | Berghausen: Einwohnerzahlen von 1834 bis 2020 | Berghausen: Einwohnerzahlen von 1834 bis 2020 | Berghausen: Einwohnerzahlen von 1834 bis 2020 |
| --- | --------------------------------------------- | --------------------------------------------- | --------------------------------------------- | --------------------------------------------- |
| Jahr |                                               |                                               |                                               | Einwohner                                     |
| 1834 | 1834                                          |                                               | 260                                           | 260                                           |
| 1840 | 1840                                          |                                               | 259                                           | 259                                           |
| 1846 | 1846                                          |                                               | 290                                           | 290                                           |
| 1852 | 1852                                          |                                               | 285                                           | 285                                           |
| 1858 | 1858                                          |                                               | 302                                           | 302                                           |
| 1864 | 1864                                          |                                               | 310                                           | 310                                           |
| 1871 | 1871                                          |                                               | 301                                           | 301                                           |
| 1875 | 1875                                          |                                               | 315                                           | 315                                           |
| 1885 | 1885                                          |                                               | 374                                           | 374                                           |
| 1895 | 1895                                          |                                               | 359                                           | 359                                           |
| 1905 | 1905                                          |                                               | 405                                           | 405                                           |
| 1910 | 1910                                          |                                               | 449                                           | 449                                           |
| 1925 | 1925                                          |                                               | 499                                           | 499                                           |
| 1939 | 1939                                          |                                               | 532                                           | 532                                           |
| 1946 | 1946                                          |                                               | 769                                           | 769                                           |
| 1950 | 1950                                          |                                               | 804                                           | 804                                           |
| 1956 | 1956                                          |                                               | 793                                           | 793                                           |
| 1961 | 1961                                          |                                               | 838                                           | 838                                           |
| 1967 | 1967                                          |                                               | 867                                           | 867                                           |
| 1970 | 1970                                          |                                               | 882                                           | 882                                           |
| 1980 | 1980                                          |                                               | ?                                             | ?                                             |
| 1990 | 1990                                          |                                               | ?                                             | ?                                             |
| 2000 | 2000                                          |                                               | ?                                             | ?                                             |
| 2011 | 2011                                          |                                               | 1.065                                         | 1.065                                         |
| 2015 | 2015                                          |                                               | 1.045                                         | 1.045                                         |
| 2020 | 2020                                          |                                               | 1.022                                         | 1.022                                         |
| Datenquelle: Historisches Gemeindeverzeichnis für Hessen: Die Bevölkerung der Gemeinden 1834 bis 1967. Wiesbaden: Hessisches Statistisches Landesamt, 1968. Weitere Quellen: LAGIS; Zensus 2011; nach 2011 - Stadt Aßlar: 2015, 2020 |                                               |                                               |                                               |                                               |

### Historische Religionszugehörigkeit
| 1834: | 260 evangelische (= 100 %) Einwohner                                   |
| 1961: | 675 evangelische (= 80,55 %) und 158 katholische (= 18,85 %) Einwohner |

## Politik
Für Berghausen besteht ein Ortsbezirk (Gebiete der ehemaligen Gemeinde Berghausen) mit Ortsbeirat und Ortsvorsteher nach der Hessischen Gemeindeordnung.
Der Ortsbeirat besteht aus fünf Mitgliedern. Bei den Kommunalwahlen in Hessen 2021 betrug die Wahlbeteiligung zum Ortsbeirat 60,64 %. Dabei wurden gewählt: zwei Mitglieder der „Freien Wählergmeinschaft“ (FWG) und je ein Mitglied der CDU, der SPD und des Bündnis 90/Die Grünen. Der Ortsbeirat wählte Lars Günter Becker (FWG) zum Ortsvorsteher.

## Kultur und Sehenswürdigkeiten

### Kulturdenkmäler
Siehe Liste der Kulturdenkmäler in Berghausen

### Wettbewerbe
Berghausen hat 2005 mit großem Bürgerengagement am Wettbewerb "Unser Dorf" teilgenommen und einen vorderen Platz belegt. Dies war die Grundlage zur Teilnahme am Förderprogramm "Dorferneuerung" des Landes Hessen in der Zeit von 2007 bis 2015. Zahlreiche Bürgerinnen und Bürger, Vereine, Kirche und die Stadt Aßlar engagierten sich für die zukünftige Entwicklung des Ortes unter dem Motto: "Berghausen – l(i)ebenswert, modern, naturnah". Daraus resultierte unter anderem der neue Dorfplatz.

## Wirtschaft und Infrastruktur
Die Firma Huck, die unter anderem die bekannten Huck-Netze herstellt, herstellt, hat in Berghausen ihren Hauptsitz. 
Berghausen hat seit Anfang 2016 ein von der Telekom ausgebautes Breitbandinternet zur Verfügung, welches mindestens 30 MBit/s schafft.
In Berghausen ist die Apfelsorte 'Gacksapfel' beheimatet. Der Landwirt und Holzhauer Ernst Gack (1843–1921) fand diese Sorte um 1870 im Wald bei Aßlar-Berghausen. Die Sorte wurde zur Hessischen Lokalsorte des Jahres 2006 gewählt.